# Black Eagle 50
Black Eagle 50 — ізраїльський легкий розвідувальний безпілотний вертоліт. Розроблений і збудований компанією Steadicopter. Розроблений для цивільних та військових місій. Призначений для виконання розвідувальних задач на суші та на морі.

## Історія
Компанія Steadicopter була створена у 2004 році. Компанія сконцентрувалася на автоматичному контролі польоту вертольотів та модельних вертольотах. Розробка апарата почалася у 2006 році, вона була досить тривалою й апарат Black Eagle 50 був представлений на виставці Eurosatory 2018 у Парижі. Виробництво розміщене в місті Мігдаль-ха-Емек.. Апарат був представлений на низці оборонних виставок - ISDEF 2019 (Ізраїльській оборонній виставці англ. The Israel Defence Exhibition), лондонській DSEI-2019.

## Опис
Кожен комплекс крім вертольота включає наземну систему управління (GCS), комп’ютер управління польотом, комп’ютер місії, інтегровану систему зв'язку та підсистеми корисного навантаження.
Рушій — двотактний двоциліндровий чеський двигун MVVS 116, робочим об'ємом 116 см³, потужністю 11 к.с. та вагою 3,1 кг. Система охолодження двигуна модифікована з повітряної в рідинну для можливості працювати при вищих температурах зовнішнього повітря до +45°C. Дальність каналу передачі даних становить понад 150 км. Для польоту використовує дані GPS, також обладнаний інерціальною навігаційною системою, що дозволяє йому визначати своє місце перебування при втраті сигналу. Забезпечений канал передачі відео в режимі реального часу. Може злітати, зависати, літати й приземлятися повністю автономно. Система Black Eagle 50 дозволена для комерційного використання в цивільному повітряному просторі Управлінням цивільної авіації Ізраїлю(CAAI).

## Країни-експлуатанти
- Ізраїль не менше 10 шт. (2017 рік)[6]